# Ягошур (Глазовский район)
 Ягошур  — деревня в Глазовском районе Удмуртии в составе  сельского поселения Парзинское.

## География
Находится на расстоянии примерно 17 км на юг по прямой от центра района города Глазов. 

## История
Известна с 1802 года как починок Ягошурскаго Верх по Парзе реке с 8 дворами. В 1873 году здесь (починок Ягошурской или Ягошур) было дворов 13 и жителей 164, в 1905 (деревня Ягошурская) 57 и 479, в 1924 (Ягошур) 69 и 466.

## Население
Постоянное население  составляло 60 человек (удмурты 90%) в 2002 году, 37 в 2012.